# クリッター4/ファイナル・ウォーズ
『クリッター4/ファイナル・ウォーズ』（Critters 4）はルパート・ハーベイ監督による1992年のアメリカのホラー映画。前作『クリッター3』と同時に撮影された。クリッター・シリーズの4作目であり完結作品。

舞台を宇宙ステーションにしている。日本での改題は原題に合わせて『クリッター4』。

## ストーリー
地球に残った最後のクリッターの卵を回収したチャーリーはバウンティハンターUgの指示で種の保存のために送られてきたコールドカプセルへ、卵を保管するが、誤って自身諸共カプセルに閉じ込められて宇宙に放逐されてしまう。時が過ぎて、2045年。カプセルは宇宙船テスラ号により回収され、チャーリーは目を覚ます。
クルー達の判断でカプセルが製造されたテラコー社の宇宙ステーションへ向かい、カプセルを渡そうとするがまたしても、クリッターが孵化。ステーションを占領されてしまう。

## スタッフ
- 制作: バリー・オッパー
- 監督: ルーパート・ハーヴェイ
- 脚本: デイヴィッド・スコウ

## キャスト
- ドン・キース・オッパー: チャーリー・マクファデン
- アンジェラ・バセット: フラン
- ブラッド・ドゥーリフ: バート
- テレンス・マン: バウンティハンターUg